# Satanische Sau
Satanische Sau ist ein Doku-Spielfilm von Rosa von Praunheim, der als Panorama Dokument der 75. Internationalen Filmfestspiele Berlin 2025 seine Weltpremiere gefeiert hat.

## Handlung
Rosa von Praunheim als Hauptfigur, verkörpert durch Armin Dallapiccola, wird zum lebendigen Spiegel seines eigenen abwechslungsreichen und facettenreichen Lebens.

## Produktion
Der Film feierte seine Premiere am 15. Februar 2025 bei der 75. Berlinale. Im selben Jahr wurde der Film unter anderem bei der Schwulen Filmwoche Freiburg und dem Pink Apple Filmfestival in Zürich aufgeführt.
Nach Angaben von Rosa von Praunheim handelt es sich um eine Low-Budget-Produktion, die in sechs Tagen abgedreht wurde.

## Rezeption
Die Berlinale beschreibt den Film „als Schwanengesang und Farce, traumhaft und faktisch zugleich, inszeniert Praunheim diesen verschmitzten, kinky und auch sanften hybriden Kinofilm.“ Die Zeitschrift Siegessäule hob den Film als queeres Highlight der Berlinale hervor: „Rosa von Praunheim überrascht mal wieder mit Ironie und Sarkasmus.“ Die Kritiker des Online-Portals Kino.de schlossen sich dem an: „Sein [Rosa von Praunheims] neuestes Werk, Satanische Sau, schwankt humorvoll zwischen Dokumentarfilm und absurdem Fiebertraum und reflektiert auf selbstironische Weise über Alter, Ruhm und Vergänglichkeit.“ Wild sei der Film, witzig und surreal, so der Filmkritiker Harald Mühlbeyer für das Online-Magazin Kino-Zeit. Sein Kollege Maximilian Knade schrieb für die Kino-Plattform Moviebreak: „Traumtänzerisch wandelt Satanische Sau zwischen Archivaufnahmen, Interviews, Dokumentarszenen und Spielfilm-Inszenierung. Er ist witzig, poetisch, nachdenklich und versöhnlich-unversöhnlich. Kurz: Er schöpft aus dem Leben in ganzer Fülle.“ In der LGBTIQ-Zeitschrift Lambda war zu lesen: „Der Film zeigt, dass Praunheim weiterhin viel Spaß an seiner Filmarbeit und an Auseinandersetzungen jeglicher Art hat. Er hat nichts von seinem Mut und seiner Entschlossenheit eingebüßt, sich immer wieder zu outen und sich mit eigenem Beispiel für eine diverse und menschliche Welt einzusetzen.“ Die Jury des Teddy Award würdigte den Film als „Dokument der Vitalität, das Grenzen, Make-up und filmische Kohärenz verweigert.“

## Auszeichnungen
Internationale Filmfestspiele Berlin 2025
- Auszeichnung mit dem Teddy Award – Dokumentar- oder Essayfilm (Rosa von Praunheim)[12]